# Flicker World Tour
Tournées par Niall Horan
"Flicker Sessions" Nice To Meet Ya Tour
Le Flicker World Tour est la tournée mondiale du chanteur Niall Horan en solo pour promouvoir son album Flicker. La tournée débute le 10 mars 2018 à Killarney, Irlande et se termine le 23 septembre 2018 à West Palm Beach, États-Unis.  

## Setlist
La liste qui suit est celle présentée pour un concert à Paris et ne représente pas tous les concerts. 
1. On The Loose
2. The Tide
3. This Town
4. Paper House
5. You and Me
6. Dancing in the Dark (Bruce Springsteen cover)
7. Seeing Blind
8. Too Much to Ask
9. Flicker
10. Fool's Gold (One Direction cover)
11. So Long
12. Since We're Alone
13. Fire Away
14. Crying in the Club (Camila Cabello cover)
15. Mirrors
16. Drag Me Down (One Direction cover)
17. Slow Hands
18. On My Own